# Euploea talboti
Euploea talboti är en fjärilsart som beskrevs av Robert Christopher Tytler 1939. Euploea talboti ingår i släktet Euploea och familjen praktfjärilar. Inga underarter finns listade i Catalogue of Life.